# Mary Badham
Mary Badham (Birmingham, 7 ottobre 1952) è un'attrice statunitense, attiva come attrice bambina tra il 1962 e il 1966, nota soprattutto per la sua interpretazione nel film Il buio oltre la siepe (1962).

## Biografia
Figlia dell'uomo d'affari Henry Lee Badham Jr e dell'attrice Mary Iola Hewitt, morta nel 1971.
Sorella del regista John Badham, alla tenera età di 10 anni venne candidata all'Oscar per la miglior attrice non protagonista per l'interpretazione di Jean Louise "Scout" Finch in Il buio oltre la siepe (To Kill a Mockingbird), ruolo che fu il suo debutto cinematografico. Durante le riprese del film la Badham divenne un'ottima amica dell'attore Gregory Peck, il quale interpretava suo padre, che continuò a sentire e chiamare fino alla sua morte nel 2003.
Badham è anche ricordata per aver recitato nell'ultimo episodio di Ai confini della realtà (The Twilight Zone) il ruolo di Sport Sharewood. Recitò in solo altri due film prima di ritirarsi ancora giovanissima dalla carriera d'attrice, ossia Questa ragazza è di tutti (This Property Is Condemned) a fianco di Natalie Wood e Robert Redford e Gioco mortale (Let's Kill Uncle).
Su incoraggiamento del regista, attore e scrittore Cameron Watson, riprese a recitare dopo 39 anni un eccentrico cameo nel film indipendente dello stesso Watson Our Very Own del 2005. Watson decise che non avrebbe voluto nessun'altra attrice per quella parte, e gestì di persona il contatto tra sé e l'attrice che avrebbe avuto luogo a Monroeville, dove la Badham fu invitata ad assistere ad una versione teatrale di Il buio oltre la siepe.
Attualmente Badham è una restauratrice di successo e una coordinatrice di test scolastici. Ha sposato il professore Richard Wilt nel 1975 ed è madre di due figli. Viaggia spesso per il mondo ricordando la sua esperienza di recitazione in Il buio oltre la siepe, diffondendo anche i messaggi di tolleranza e compassione del libro omonimo.

## Filmografia

### Cinema
- Il buio oltre la siepe (To Kill a Mockingbird), regia di Robert Mulligan (1962)
- Questa ragazza è di tutti (This Property Is Condemned), regia di Sydney Pollack (1966)
- Gioco mortale (Let's Kill Uncle), regia di William Castle (1966)
- Our Very Own, regia di Cameron Watson (2005)

### Televisione
- Il dottor Kildare (Dr. Kildare) - serie TV, episodio 2x23 (1963)
- Ai confini della realtà (The Twilight Zone) – serie TV, episodio 5x36 (1964)

## Doppiatrici italiane
- Serena Verdirosi in Il buio oltre la siepe, Questa ragazza è di tutti

## Riconoscimenti
Premi Oscar 1963 – Candidatura all'Oscar alla miglior attrice non protagonista per Il buio oltre la siepe